# Simone Berteaut
Simone Berteaut (* 29. Mai 1916 in Lyon; † 30. Mai 1975) war eine französische Autorin. Sie verfasste mehrere Bücher über Édith Piaf. Die beiden Frauen kannten sich seit ihrer gemeinsamen Jugend als Straßensängerinnen.
Teilweise wurde – besonders von Berteaut selbst – verbreitet, sie sei die Halbschwester von Piaf, von der sie Mômone genannt wurde. Dies entspricht aber nicht den Tatsachen. Beide verband vielmehr eine lange, wechselhafte, jedoch freundschaftliche Beziehung.

## Werke
- Ich hab' gelebt Mylord. Das unglaubliche Leben der Édith Piaf. ISBN 3-548-12940-4
- Édith Piaf. Der Spatz von Paris. ISBN 3-8118-4407-5